# 首なし事件
首なし事件（くびなしじけん）とは、1944年（昭和19年）、警察官による被疑者に対する暴行致死を弁護士が告発した事件。

## 概要
第二次世界大戦中の1944年（昭和19年）1月20日、茨城県那珂郡長倉村（現在の常陸大宮市）の採炭業者（当時46歳）が賭博および闇物資横流しの嫌疑で拘引され、同郡大宮警察署にて巡査部長（当時34歳）による取調べ中の殴打が原因で死亡するという事件が発生した。
警察は動脈硬化性脳出血による病死として処理しようとする。しかし採炭業者の雇主から相談を受けた弁護士の正木ひろしは、拷問が原因との疑いを持ち墓地へ赴く。そこで埋葬されていた遺体の首を切断し、東京帝国大学法医学教室の古畑種基教授のもとに持ち込み、鑑定を依頼した。古畑が外傷による他殺と鑑定したことを受けて、正木は巡査部長ならびに、死亡直後に司法解剖を行った警察医の2名を告発した。警察・検察は逆に正木の墳墓発掘、死体損壊罪での起訴を検討するなど全面対立となった。古畑ら東大法医学教室の面々が岩村通世司法大臣の要請により改めて遺体を発掘した際、首が付いていなかった、ということから「首なし事件」という名前が付いた。もっとも上記の経緯から古畑らは遺体が首なしであることはもとより承知していた。
検察は正木の告訴を受理したが、1944年（昭和19年）11月18日、水戸地方裁判所は証拠不十分として無罪の判決を下した。しかし、大審院は検事上告と併行した正木の私訴上告で、原審を水戸地方裁判所を差し戻す判決を下した。最終的に警察医は不起訴となり、巡査部長のみが特別公務員暴行陵虐致死罪で公判に付せられた。戦中戦後の混乱、戦災の影響もあり長期裁判となったが、1955年（昭和30年）に巡査部長の懲役3年の有罪が確定した。
当時は言論弾圧の甚だしい戦時下であり、そもそも警察による拷問の横行は言うべからざる公然の秘密であった。正木はこのタブーを打破し、一連の経緯を個人雑誌「近きより」で公表するという異例の展開となった。

## 関連作品

### 書籍
- 正木ひろし『首なし事件の記録——挑戦する弁護士』講談社〈講談社現代新書 332〉、1973年10月28日。NDLJP:12013527。(要登録)

### 映画
- 『首』（東宝） - 1968年公開